# Rogue River (Pazifischer Ozean)
Der Rogue River ist ein Fluss im Südwesten des US-Bundesstaates Oregon. Der Fluss ist 346 km lang und mündet bei Gold Beach in den Pazifik. Der größte Nebenfluss ist der Illinois River.
Der Rogue River ist einer der ursprünglichen acht Flüsse, die 1968 im Wild and Scenic Rivers Act geschützt wurden. Der Rogue River wurde ursprünglich auf einem Abschnitt von 135 km Länge zwischen westlich von Grants Pass bis 17 km oberhalb der Mündung so eingestuft. 1988 kam ein etwa 65 km langer Abschnitt am Oberlauf zwischen dem Crater Lake National Park und der gemeindefreien Siedlung Prospect hinzu.
Der Fluss hat seinen Namen von frühen französischen Entdeckern, die das Wort Coquins (der französische Ausdruck für das englische Wort rogues, deutsch so viel wie Spitzbuben) für die dort ansässigen Indianer verwendeten.

## Lauf
Der Rogue River hat seinen Ursprung in der Kaskadenkette bei Boundary Springs im Crater Lake National Park. Er fließt in südlicher und später westlicher Richtung durch den Rogue River-Siskiyou National Forest, wobei die einmündenden Nebenflüsse die Rogue–Umpqua Divide Wilderness im Westen und die Sky Lakes Wilderness im Südosten entwässern.
Unterhalb des Zusammenflusses mit seinem South Fork wird der Rogue River durch den William L. Jess Dam zum Lost Creek Lake gestaut. Unterhalb des Stausees münden mit Elk Creek und Bear Creek weitere Nebenflüsse ein, der Letztere fließt dabei durch Medford. Der Fluss strebt dann westwärts durch die Berge der Stadt Grants Pass zu. Einige Kilometer unterhalb der Stadt münden der Applegate River und dann der Wolf Creek ein, danach windet sich der Fluss nordwärts und später westwärts, bevor er in südwestlicher Richtung durch die Klamath Mountains und die Wild Rogue Wilderness fließt. Auf diesem Abschnitt mündet der Illinois River. Schließlich entleert sich der Rogue River bei Gold Beach in den Pazifischen Ozean.
Der Fluss hat eine Länge von 346 km, wovon zwei Abschnitte mit einer Gesamtlänge von 200 km als National Wild and Scenic River ausgewiesen sind. Er ist einer von drei Flüssen, die in Oregon innerhalb oder östlich der Kaskadenkette entspringen und in den Pazifischen Ozean münden – die beiden anderen sind Umpqua River und Klamath River. Diese drei Flüsse entwässern die Berge Oregons südlich des Willamette Rivers, der nördlich davon zum Columbia River hin entwässert.

### Abflussmenge
Der United States Geological Survey (USGS) betreibt am Rogue River an fünf Stellen einen Pegel. Die Messstelle drei Kilometer unterhalb von Prospect an der Flussmeile 169,4 ergab zwischen 1969 und 2007 eine durchschnittliche jährliche Abflussmenge von 41 m³/s. Schwankungen werden durch ein Wasserkraftwerk etwa 200 m flussaufwärts verursacht, außerdem durch geringe Entnahmen zur Bewässerung. Die höchste Durchflussmenge an dieser Stelle wurde am 17. Januar 1997 mit 346 m³/s aufgezeichnet, der niedrigste Wert am 29. September 1992 mit 4,7 m³/s aufgezeichnet und war durch Regulierungsmaßnahmen weiter flussaufwärts bedingt. Die höchste Abflussmenge seit mindestens 1890 erreichte der Fluss hier am 22. Dezember 1964. Dieser Wert basiert auf Hochwassermarken und Aufzeichnungen anderer Pegelstationen flussabwärts und wurde mit 700 m³/s berechnet. Das Einzugsgebiet des Flusses umfasst an dieser Stelle eine Fläche von 981 km² und entspricht etwa 7 % des gesamten Einzugsgebietes des Flusses.
Der Pegel in Dodge Bridge bei Eagle Point zeichnete eine durchschnittliche jährliche Abflussmenge von 75 m³/s zwischen 1939 und 1977 sowie von 68 m³/s zwischen 1978 und 2007 auf. Der Unterschied wird durch die Aufstauung des Lost Creek Lakes nach 1977 verursacht. Die höchste aufgezeichnete Abflussmenge an dieser Messstation wurde am 22. Dezember 1964 mit 2485 m³/s aufgezeichnet, der niedrigste Wert am 18. Februar 1977 mit 16 m³/s wurde durch die Schließung des Staudamms am Lost Creek verursacht, zuvor betrug der niedrigste Wert 17 m³/s und wurde am 6., 14 und 29. August sowie am 9. September 1940 beobachtet. Dieser Pegel, etwa sieben Kilometer nordwestlich von Eagle Point an der Flussmeile 138,6 misst den Abfluss einer Fläche von 3145 km² und umfasst etwa 23 % des gesamten Rogue-River-Einzugsgebietes.
Direkt unterhalb des Gold Ray Dams, neun Kilometer nordwestlich von Central Point befindet sich an der Flussmeile 125,8 – also 202,5 km oberhalb der Mündung – ein weiterer Pegel. Zwischen 1906 und 1976 betrug die jährliche durchschnittliche Abflussmenge an dieser Stelle 85 m³/s und zwischen 1977 und 2007 belief sie sich auf 79 m³/s. Auch hier wird der Unterschied durch den Staudamm am Lost Creek Lake verursacht, in geringerem Maße auch durch Fish Lake und Emigrant Lake. Oberhalb dieses Pegels, der einem Einzugsgebiet von 5315 km² oder etwa 40 % des gesamten Einzugsgebietes gegenübersteht, wird an vielen Stellen Wasser zur Bewässerung entnommen. Die höchste Abflussmenge an dieser Messstelle wurde am 23. Dezember 1964 aufgezeichnet, rund 3700 m³/s. Der niedrigste Durchfluss am 19. September 1968 mit 12 m³/s war ein Ergebnis von Regulierungsmaßnahmen.
Der Pegel in Grants Pass liegt an Flussmeile 101,9 (rund 164 km oberhalb der Mündung) und entspricht einem Einzugsgebiet von 6366 km², rund 48 % des gesamten Einzugsgebietes des Flusses. Die zwischen 1939 und 1977 ermittelte jährliche durchschnittliche Abflussmenge lag bei 100 m³/s, in den Jahren 1978 bis 2007 lag sie bei 92 m³/s. Die größte Wassermenge wurde am 23. Dezember 1964 mit rund 4300 m³/s ermittelt, der niedrigste Abfluss mit 5,5 m³/s trat am 30. Januar 1961 auf.
Der unterste Pegel am Fluss befindet sich rund 2400 m nördlich von Agness, etwa 4,2 km oberhalb der Einmündung des Illinois Rivers an der Flussmeile 29,7 bzw. 47,8 km oberhalb der Mündung. Die durchschnittliche jährliche Abflussmenge beträgt 188 m³/s. Der Höchstwert mit 8200 m³/s wurde am 23. Dezember 1964 ermittelt, der niedrigste Wert wurde am 9. und 10. Juli 1968 mit 17 m³/s gemessen. An dieser Stelle entwässert der Rogue River eine Fläche von 10.198 km², was rund 76 % seines gesamten Einzugsgebietes entspricht.

## Geschichte
Nach den Angaben im Geographical Names Information System des United States Geological Survey (USGS) war der Fluss in der Vergangenheit unter einer Reihe abweichender Namen bekannt, darunter Gold River, La Riviere aux Coquins, Les Coquins, North Fork Rogue River, River Coquin, Trashit, Clamet River, McLeods River, Rouge Clamet River und Too-to-nez.
Der Schriftsteller Zane Grey kaufte 1926 die Hütte eines Bergmanns in Winkle Bar, wo er mehrere Wildwestromane schrieb, darunter 1929  Rogue River Feud. Ein anderes Buch von ihm, der 1928 veröffentlichte Titel Tales of Fresh Water Fishing enthält ein Kapitel, das auf einer Fahrt auf einem Doriboot basiert, die er 1925 auf dem Unterlauf des Flusses unternahm. The Trust for Public Land kaufte das Anwesen in Winkle Bar und übertrug es 2008 an das Bureau of Land Management, das es öffentlich zugänglich machte.

## Staudämme
Der erste Staudamm im Verlauf des Flusses unterhalb seines Quellgebietes ist ein Staudamm in Prospect, an der Flussmeile 172 (277 km oberhalb der Mündung). Dieser 15 m hohe und 117 m lange Damm aus Beton staut das Wasser des Rogue Rivers und einiger weiterer darin mündender Wasserläufe und leitet es zu einem Wasserkraftwerk, von dem aus das Wasser etwas weiter flussabwärts wieder dem Fluss zugeleitet wird. Dieses System mit der Bezeichnung The Prospect Nos. 1, 2, and 4 Hydroelectric Project vereint mehrere Staudämme am Middle Fork Rogue River und Red Blanket Creek, die in einem 15 km langen System aus Kanälen, Rohren und Fallleitungen verbunden sind. Nach den Angaben von PacifiCorp, dem Eigentümer der Anlagen, erzeugten die drei Turbinenhäuser 2003 insgesamt 280.657 Megawattstunden elektrischer Energie, die an Kunden im nördlichen Jackson County und südlichen Douglas County verkauft wurde. Das Projekt wurde in Abschnitten zwischen 1911 und 1944 realisiert. Die Anlage wurde 1980 von der Federal Energy Regulatory Commission (FERC) lizenziert und 2008 für weitere 30 Jahre genehmigt.

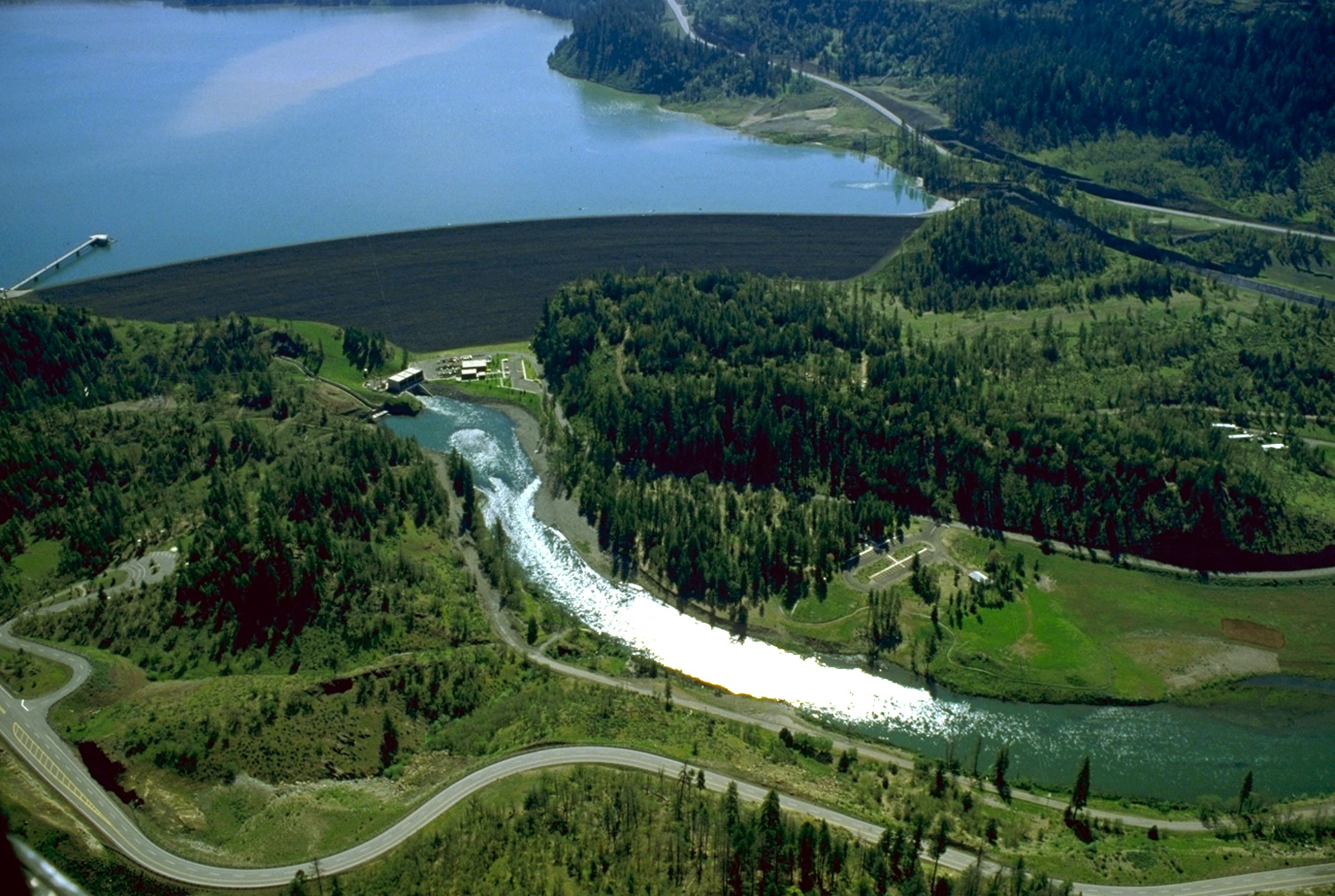
Der William L. Jess Dam staut Lost Creek Lake auf.

Weiter stromabwärts befindet sich der vom United States Army Corps of Engineers (USACE) erbaute William L. Jess Dam, der der Erzeugung elektrischer Energie und der Hochwasserregulierung dient. Dieser Damm liegt 253 km oberhalb der Mündung und staut das Wasser des Flusses zum Lost Creek Lake auf. Den größten Teil des 20. Jahrhunderts bestanden drei weitere Stauanlagen am Mittellauf des Rogue River zwischen diesem Stausee und Grants Pass. Nach mehreren Jahrzehnten der Kontroversen über Wasserrechte, Kosten, die Wanderung der Fische zu ihren Laichplätzen und die Auswirkungen auf die Umwelt, begann 2008 die Entfernung oder Veränderung dieser Staudämme und des nur teilweise fertiggestellten Staudamms am Elk Creek, einem Hauptzufluss des Rogue Rivers. Dabei handelt es sich um den Gold Ray Dam und etwas weiter flussabwärts den Gold Hill Dam bei Gold Hill sowie den Savage Rapids Dam bei Grants Pass. Diese Modifikationen sollten die Population der Lachse verbessern, indem es mehr dieser Fische ermöglicht wurde, geeignete Laichplätze aufzusuchen.
Bis zum Oktober 2008 hat das USACE den Elk Creek Dam zurückgebaut und das ursprüngliche Bett des Elk Creeks wiederhergestellt. Der Baustopp des umstrittenen Staudamms wurde mehr als 20 Jahre zuvor durch eine Gerichtsentscheidung erzwungen, als etwa 24 m der ursprünglich geplanten Höhe von 72 m erreicht war. Rechtliche Auseinandersetzungen verhinderten den Rückbau bis 2008. Der Elk Creek mündet in den Rogue River 8 km unterhalb des Lost Creek Lakes und oberhalb der anderen drei Staudämme.
Die Brüder C.R. und Frank Ray bauten den ursprünglichen Gold Ray Dam aus gefällten Baumstämmen im Jahr 1904. Die leiteten das Wasser um zu einer Turbine, um elektrische Energie zu erzeugen. Sie installierten eine Fischtreppe, um den Lachsen die Überwindung des Dammes zu ermöglichen. Die California-Oregon Power Company, die später zu Pacific Power wurde, erwarb den Staudamm 1921. 1941 wurde das aus Baumstämmen errichtete Bauwerk durch einen Betonkonstruktion ersetzt. Damals wurde eine neue Fischtreppe und eine Station zur Zählung eingebaut. Das Unternehmen legte die Stromversorgung 1972 still, die Biologen des Oregon Department of Fish and Wildlife nutzten die Zählstation jedoch weiterhin zur Überwachung der Wanderung von Lachsen und Regenbogenforellen. Der Damm gehört inzwischen dem Jackson County, das ihn 2010 abreißen will.
Im Juli 2008 entfernte die Stadt Gold Hill die Überreste eines Staudamms ein Stück weiter flussabwärts. Dieser wurde ursprünglich zur Energieerzeugung für eine Zementfabrik gebaut, hatte eine Höhe von 2,5 m und war 275 m lang. Der Staudamm und ein Ableitungskanal versorgte Gold Hill mit Wasser, auch als die Elektrizitätserzeugung in den 1970er Jahren eingestellt wurde. 2006 ließ Gold Hill eine neue Pumpenstation zur Wasserversorgung bauen.
Der Savage Rapids Dam befindet sich 8 km oberhalb von Grants Pass. Er wurde 1921 zur Bewässerung gebaut und hatte eine Höhe von 12 m. Dadurch wurde ein Stausee geschaffen, der je nach Jahreszeit eine Länge von bis zu 4 km erreichte, aber nur wenig breiter war, als der Fluss unterhalb des Dammes selbst. Der Rückbau dieses Dammes begann im April 2009. Zwölf neuinstallierte Pumpen versorgen an seiner Stelle die Bewässerungskanäle des rund 3000 Hektar großen Grants Pass Irrigation District (GPID) mit Wasser. Der Streit um Staudamm und die damit verbundenen Wasserrechte begann 1988, als sich Umweltschutzgruppen gegen die Absicht stellten, mehr Wasser zur Bewässerungs aus dem Fluss zu entnehmen. Hinzu kamen Uneinigkeit über die Kosten der Entfernung, durch den Rückgang der Fischwanderungen und die Abneigung gegen die Zerstörung des Bauwerks.

## Freizeit
Zu den beliebten Freizeitaktivitäten am Rogue River und in dessen Nähe gehören Rafting, Wandern, Angeln von Lachsen und Regenbogenforellen, Fahrten mit Jetbooten, die Wildbeobachtung und Picknicks in der Natur. Zu den in dem Gebiet freilebenden Tierarten gehören Amerikanischer Schwarzbär, Otter, Weißkopfseeadler, Fischadler und Wasseramseln.
Am Lauf des Flusses liegen verschiedene Wildwasserabschnitte, von denen der längste nordwestlich von Grants Pass eine der bekanntesten Wildwasserstrecken in den Vereinigten Staaten ist. Der von Kajakfahrern und Raftern viel frequentierte Abschnitt hat eine Länge von rund 55 km und besteht aus mehreren Stromschnellen der Klasse III und höher auf der Wildwasserschwierigkeitsskala, die durch ruhigere Abschnitte mit Tiefwasser getrennt werden.

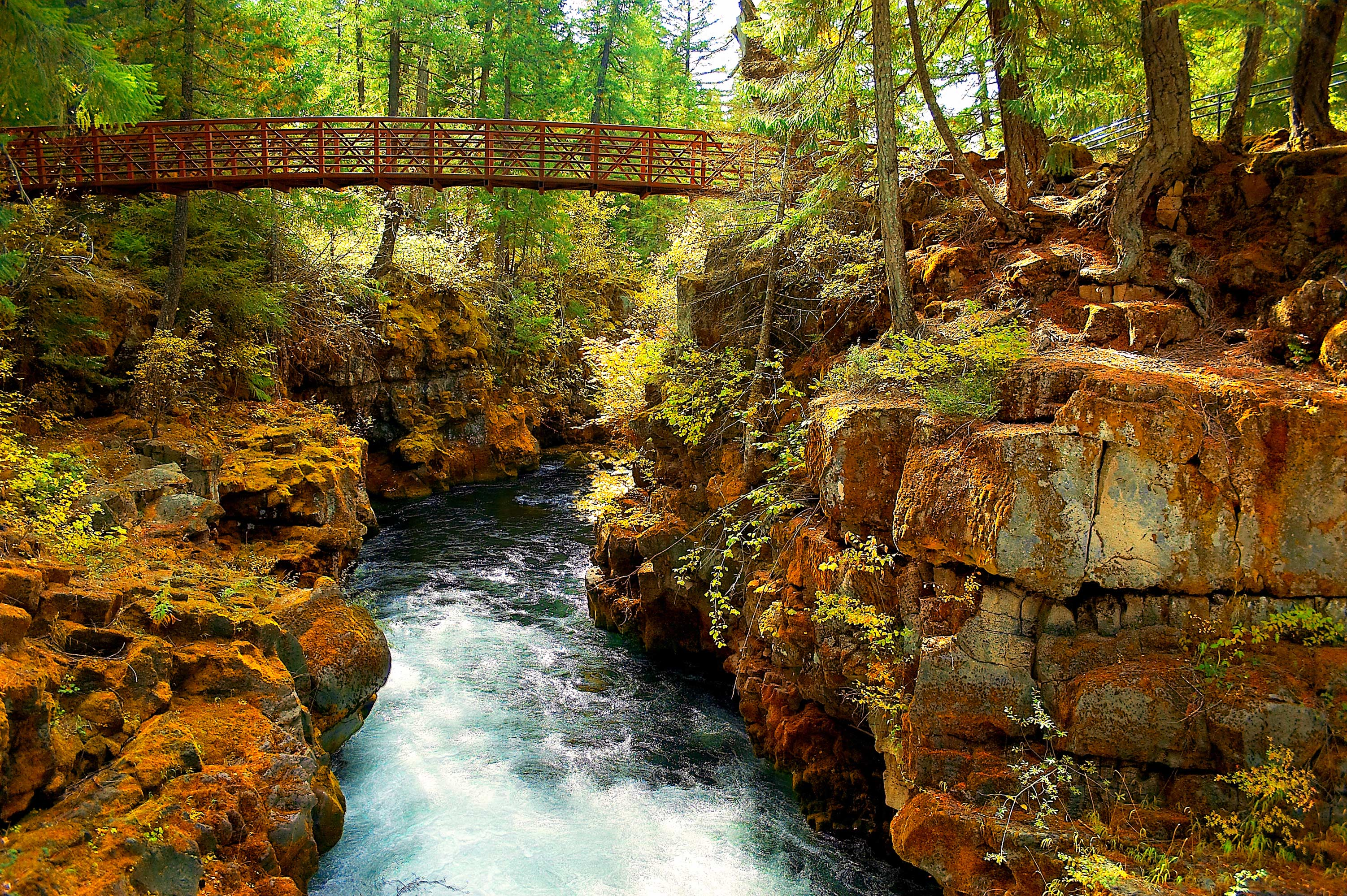
Die Rogue River Gorge oberhalb von Prospect, Oregon

Der Upper Rogue River Trail, ein National Recreation Trail, folgt dem Fluss auf einer Länge von etwa 65 km zwischen dem Rand des Crater-Lake-Nationalparks bis zur Grenze des Rogue River National Forests bei Prospect. Zu den Höhepunkten einer Wanderung auf diesem Weg gehören die Durchquerung der Rogue River Gorge. Diese hat sich durch Bims geschnitten, die bei der Explosion des Mount Mazama vor etwa 8000 Jahren ablagerte. An der Natural Bridge fließt der Rogue River durch eine 75 m lange Lavaröhre. Zwischen Farewell Bend und dieser natürlichen Brücke verläuft der Weg durch den Union Creek Historic District, eine Stätte mit Ferienhäusern aus der Frühzeit des 20. Jahrhunderts und einer früheren Rangerstation, die im National Register of Historic Places geführt werden.
Der Lower Rogue River Trail ist ebenfalls ein National Recreation Trail. Er begleitet den Unterlauf des Flusses auf einer Länge von rund 65 km zwischen der Mündung des Grave Creeks und Illahe, also innerhalb der Wild Rogue Wilderness und beginnt 43 km nordwestlich von Grants Pass. Die abgelegene Region, in der es keine Straßen gibt, erstreckt sich auf einer Fläche von 580 km². Sie umfasst den Siskiyou National Forest und den Medford District des Bureau of Land Management (BLM). Neben der Landschaft und Wildtieren, gehören zu den Sehenswürdigkeiten die Blockhäuser in Illahe, Clay Hill Rapids, Paradise Creek und Marial sowie Rogue River Ranch mit dem Museum und die Whisky Creek Cabin, eine Holzfällerhütte.